# Павлово (Толмачёвское сельское поселение)
Павлово — деревня в Лихославльском районе Тверской области.

## География
Находится в центральной части Тверской области на расстоянии приблизительно 34 км на север-северо-восток по прямой от районного центра города Лихославль.

## История
Деревня была отмечена ещё на карте Менде, состояние местности на которой соответствует 1848 году. В 1859 году здесь (деревня Бежецкого уезда) было учтено 43 двора. На карте 1941 года отмечена как поселение с 61 дворами. До 2021 деревня входила в Толмачёвское сельское поселение Лихославльского района до его упразднения.

## Население
Численность населения: 273 человека (1859 год), 24 (карелы 75 %) в 2002 году, 6 в 2010.